# Red City Radio
Red City Radio est un groupe américain de punk rock, originaire d'Oklahoma City, en Oklahoma. Il est formé en 2007, et composé de Garrett Dale, Ryan Donovan, Derik Envy et Dallas Tidwell.

## Histoire
Le groupe sort un EP, To the Sons and Daughters of Woody Guthrie, trois albums studio, The Dangers of Standing Still, Titles (sur le label Paper + Plastick), et Red City Radio, ainsi que deux split EP et un single numérique. En 2014, l'un des chanteurs du groupe, Paul Pendley, quitte le groupe et est remplacé par Ryan Donovan, anciennement dans le groupe punk Nothington de Red Scare Industries Garrett Dale est désormais le seul chanteur et auteur-compositeur du groupe. Red City Radio a tourné en Europe, en Russie, au Canada et aux États-Unis.

## Discographie
- 2007 : Midwestern Hymnal (EP split, The Independent Record Company)
- 2009 : To the Sons and Daughters of Woody Guthrie (EP, The Independent Record Company)[7]
- 2010 : split EP avec The Great St. Louis (All In Vinyl)[8]
- 2011 : The Dangers of Standing Still (Paper + Plastick)[9]
- 2011 : split EP avec The Gamits (Paper + Plastick)
- 2013 : Titles (Paper + Plastick)
- 2015 : Chronic Dookie (EP, Gunner Records)
- 2015 : Red City Radio (Staple Records)[10]
- 2018 : SkyTigers (EP,  Red Scare Industries)
- 2020 : Paradise (Pure Noise Records)